# Jules Guyot
Pour les articles homonymes, voir Guyot.
Jules Guyot, né le 17 mai 1807 à Gyé-sur-Seine et mort le 31 mars 1872 au château de Savigny-lès-Beaune, est un médecin, agronome et physicien français. Il est surtout connu pour ses études viticoles.

## Biographie

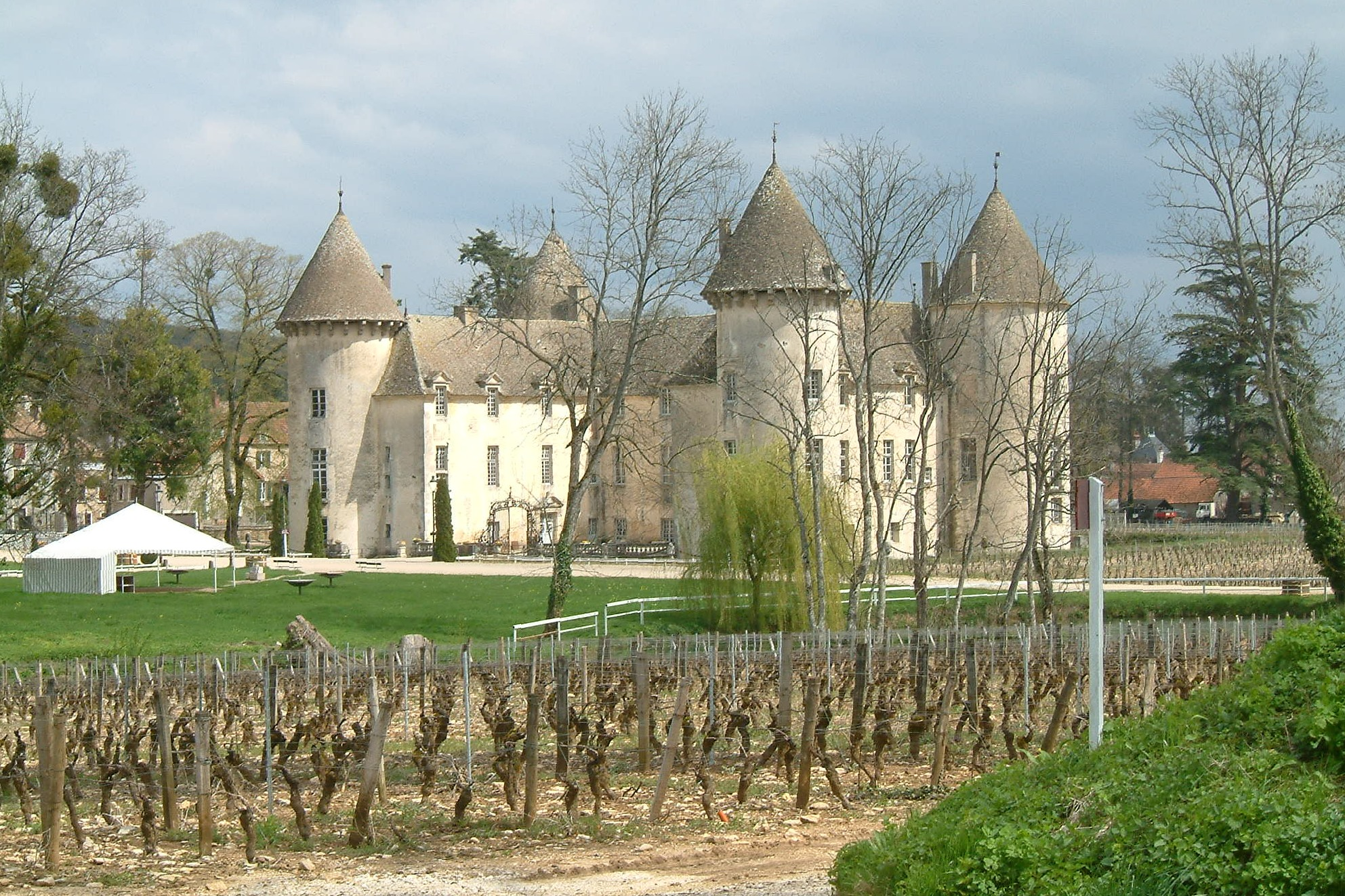
Le château de Savigny-lès-Beaune, où Jules Guyot mourut en 1872.

Jules Guyot étudie au collège de Troyes puis à la faculté de médecine de Paris à partir de 1826.
En 1830, il se rallie avec enthousiasme à la révolution de Juillet[réf. souhaitée]. Déçu par Louis-Philippe, il se lance dans une opposition active parmi les jeunes républicains. Il prend part à des émeutes qui lui valent d’être emprisonné six semaines à la prison Sainte-Pélagie en février 1831.
Jules Guyot est reçu docteur en 1833, un an après avoir publié Éléments de la physique générale, écrits en grande partie durant son emprisonnement. Il se consacre ensuite à divers travaux de mécanique, de physique et de télégraphie. Il invente notamment un nouveau type de locomotive en 1843.
Cependant, il doit surtout sa réputation à ses études viticoles qui ont provoqué une véritable révolution en France. De 1841 à 1850 à Châlons-en-Champagne, puis de 1850 à 1858 à Sillery, il est employé par la maison de champagne Jacquesson où il fait de nombreuses inventions.
Le docteur Guyot décrit son expérience de viticulteur puis de vinificateur dans une série d'articles parus dans le Journal d'agriculture pratique en 1858. Il y étudie des sols pauvres et détaille les moyens d'améliorer la culture de la vigne et la vinification. Ces articles seront assemblés en 1860 dans Culture de la vigne et vinification,. Ce manuel reçoit un brillant accueil et il est fait chevalier de la Légion d'honneur le 20 août 1860.
Cet ouvrage et plusieurs de ses travaux effectués dans la Marne vont attirer l’attention du prince Napoléon. À sa demande, le ministre de l’Agriculture Eugène Rouher lui confie alors la mission d’étudier les vignobles de France et d’y diffuser les meilleures méthodes viticoles et vinicoles. L'État vient de signer un traité de commerce avec l'Angleterre et il faut alors mettre les différentes régions en mesure d'augmenter leurs exportations vers ce pays gros importateur de vins[réf. souhaitée].
Entre 1861 et 1867, il parcourt 67 départements viticoles français. Il étudie non seulement leur viticulture et leurs techniques de vinification, mais aussi de nombreux éléments sociologiques et économiques. Des rapports sont faits au ministère de l’Agriculture. Ils sont compilés vers la fin de 1866 et ils sont publiés en 1868 dans Étude des vignobles de France, en trois tomes. Le 8 août 1867, il est par ailleurs promu officier de la Légion d’honneur.
Ces travaux à travers la France ont beaucoup affaibli Jules Guyot qui s’intéresse alors à des sujets socio-économiques et politiques sans lien avec la viticulture. Il publie Les Paradoxes de 1789 et les vrais principes sociaux en 1870, puis Étude analytique et comparée de la monarchie dynastique héréditaire et de la démocratie en 1871.
Dans le même temps, la guerre franco-allemande le pousse à quitter Puteaux où il réside en août 1870, pour se réfugier à Chartres. Après la guerre, désireux de revoir des vignes, il est accueilli au château de Savigny-lès-Beaune par le comte de la Loyère et sa famille. Il y signe ses derniers articles d'économie politique publiés dans la Gazette des campagnes et, après deux fortes poussées de fièvre, il s’éteint le 31 mars 1872 aux côtés de sa femme.

## Publications
- Éléments de la physique générale, 1832
- Mouvements de l'air et les pressions de l'air en mouvement, 1835
- Traité de télégraphie, 1840
- Institutions républicaines, 1849
- Notice sur les inventions, travaux d'art, d'industrie et de culture du docteur Guyot, exécutés sous sa direction, dans la maison Jacquesson et fils, à Châlons-sur-Marne et à Sillery, près Reims, 1857 Il y décrit ses inventions, en particulier la capsule et le muselet pour les bouteilles de champagne.
- Culture de la vigne et vinification, 1860
- Culture de la vigne et vinification, deuxième édition, 1861
- Étude des vignobles de France, pour servir à l'enseignement mutuel de la viticulture et de la vinification françaises, 1868
  - Tome 1 : régions du Sud-Est et du Sud-Ouest
    - Sud-Est : Alpes-Maritimes, Basses-Alpes, Var, Corse, Bouches-du-Rhône, Vaucluse, Gard, Hérault, Aude, Pyrénées-Orientales
    - Sud-Ouest : Ariège, Haute-Garonne, Hautes-Pyrénées, Basses-Pyrénées, Landes, Gers, Tarn-et-Garonne, Lot-et-Garonne, Gironde et Dordogne

  - Tome 2 : régions du Centre-Sud, de l'Est et de l'Ouest
    - Centre-Sud : Tarn, Lot, Aveyron, Ardèche, Haute-Loire, Cantal, Corrèze, Haute-Vienne, Puy-de-Dôme
    - Est : Hautes-Alpes, Drôme, Isère, Savoie, Ain, Jura, Doubs, Haute-Saône
    - Ouest : Charentes, Vendée, Deux-Sèvres, Vienne, Indre, Loire-Inférieure, Maine-et-Loire, Indre-et-Loire, Loir-et-Cher

  - Tome 3 : régions du Centre-Nord, du Nord-Est et du Nord-Ouest
    - Centre-Nord : Lyonnais, Beaujolais, Loire, Saône-et-Loire, Côte-d'Or, Aube, Yonne, Allier, Nièvre, Cher, Loiret
    - Nord-Est : Alsace, Vosges, Meurthe, Moselle, Meuse, Haute-Marne, Ardennes, Marne, Aisne
    - Nord-Ouest : Seine-et-Marne, Oise, région parisienne, Eure, Sarthe, Mayenne, Bretagne
- Les Paradoxes de 1789 et les vrais principes sociaux, 1870
- Étude analytique et comparée de la monarchie dynastique héréditaire et de la démocratie, 1871

À titre posthume :
- Étude des vignobles de France, pour servir à l'enseignement mutuel de la viticulture et de la vinification françaises, deuxième édition, 1876 Cette deuxième édition est augmentée par Pierre Coignet. Elle contient une notice biographique sur l'auteur, une table alphabétique des figures, une table des noms de personnes et des lieux cités et une table alphabétique et analytique des matières. Le tome I est par ailleurs orné d'une carte dépliante en couleurs des 8 régions viticoles de la France.
- Bréviaire de l'amour expérimental, 1882[6]

## Honneurs
- L'institut universitaire de la vigne et du vin Jules Guyot de l'université Bourgogne Europe, à Dijon
- La poire Docteur Jules Guyot
- La taille Guyot, mode de taille dont il n'est pas l'inventeur, mais qu'il a observé lors de son périple en France et qu'il s'est attaché à populariser.